# Долно-Спанчево
Долно-Спанчево (болг. Долно Спанчево) — село в Благоевградской области Болгарии. Входит в состав общины Петрич. Находится примерно в 15 км к востоку от центра города Петрич и примерно в 71 км к югу от центра города Благоевград. По данным переписи населения 2011 года, в селе  проживало 117 человек, преобладающая национальность — болгары.

## Население
| Год     | 1934 | 1946 | 1956 | 1965 | 1975 | 1985 | 1992 | 2001 | 2011 |
| ------- | ---- | ---- | ---- | ---- | ---- | ---- | ---- | ---- | ---- |
| Жителей | 325  | 417  | 398  | 370  | 284  | 228  | 189  | 155  | 117  |

|  |